# Инверсия (метеорология)

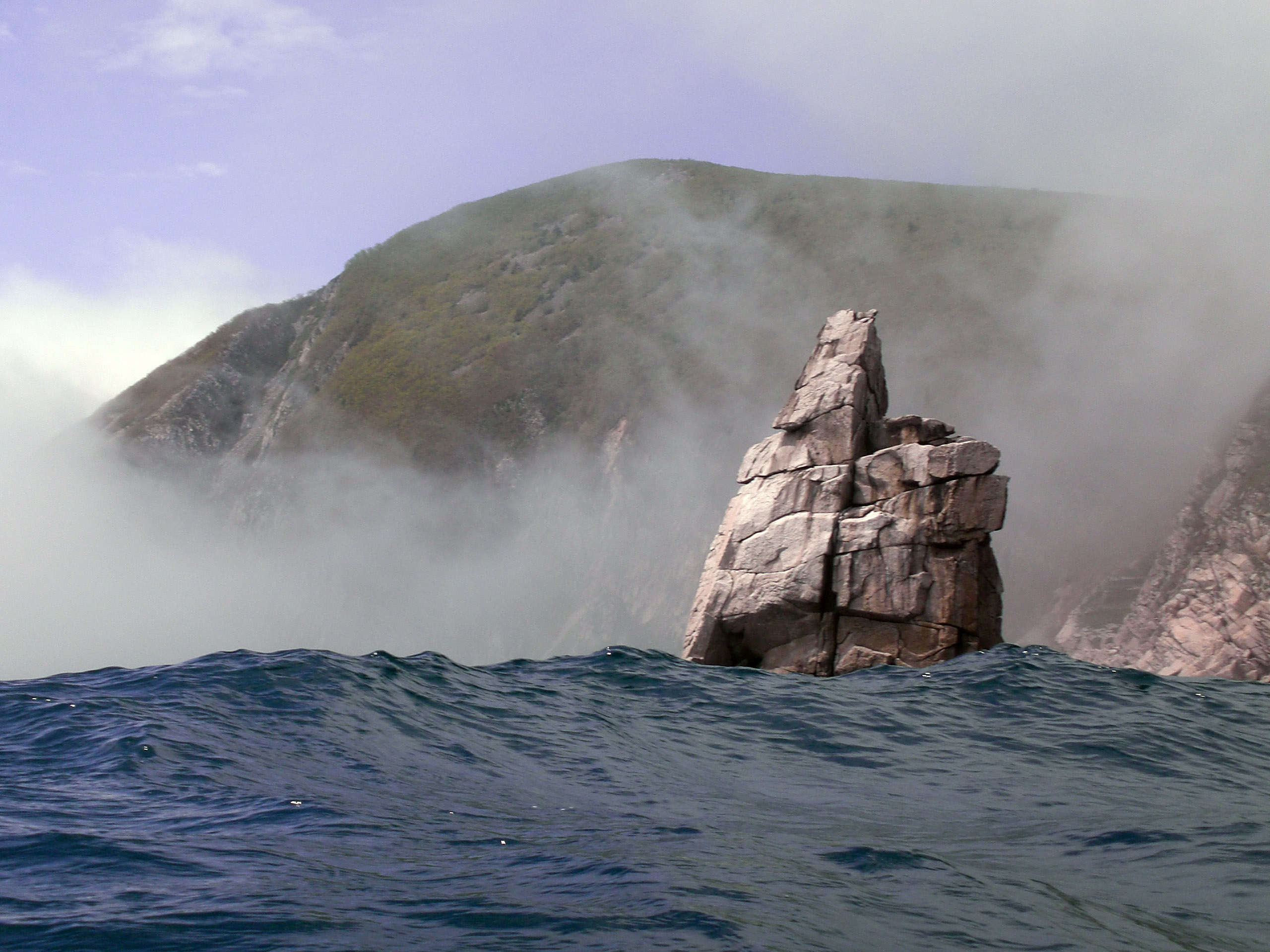
Температурная инверсия, вызванная Приморским течением в акватории Японского моря, Приморский край, Россия. На вершинах прибрежных сопок теплее, чем на побережье

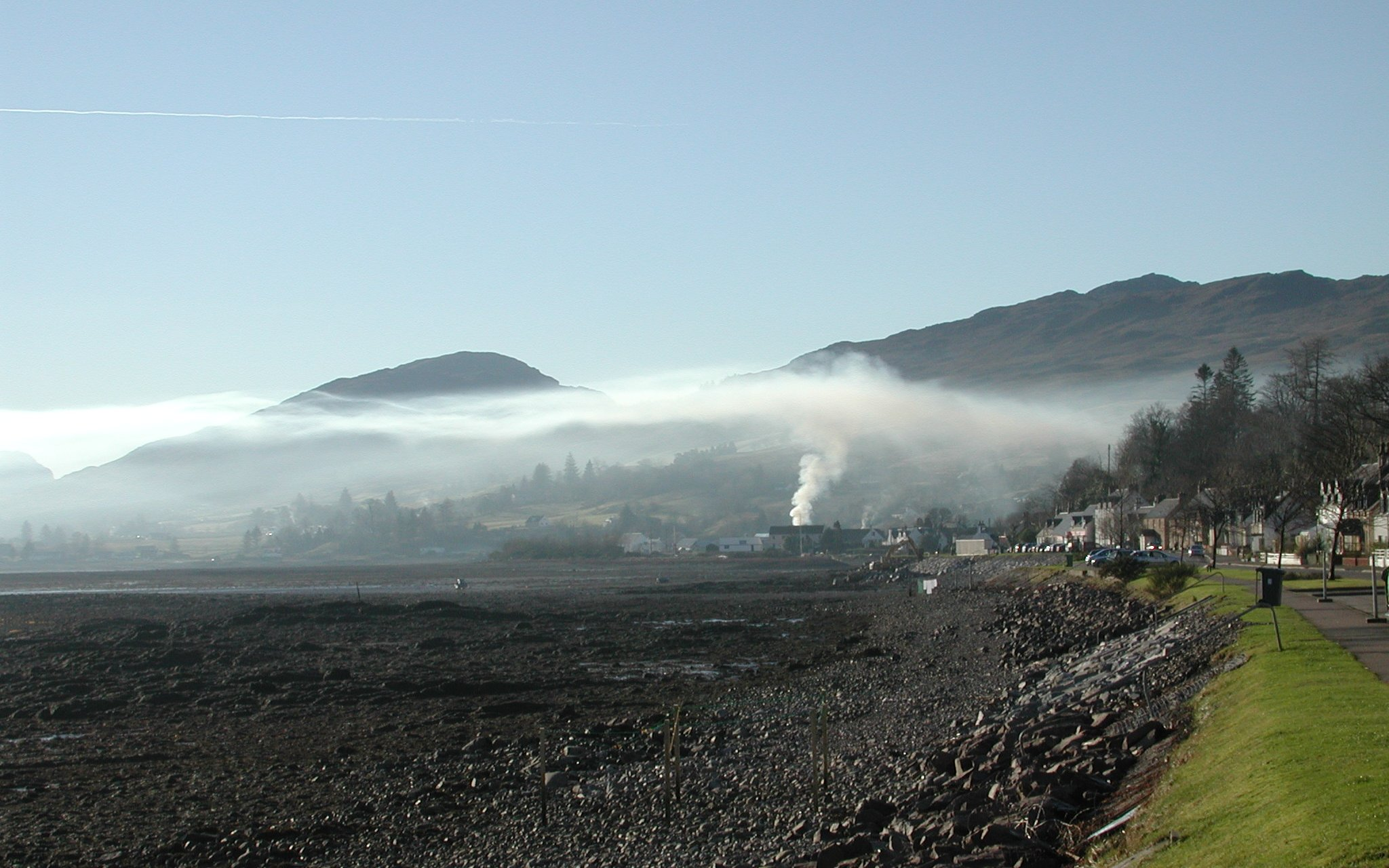
Поднимающийся дым сдерживается вышележащим слоем более тёплого воздуха (Шотландия)

Инверсия в метеорологии означает аномальный характер изменения какого-либо параметра в атмосфере с увеличением высоты. Наиболее часто это относится к температурной инверсии, то есть к увеличению температуры с высотой в некотором слое атмосферы вместо обычного понижения (см. атмосфера Земли). Важную роль в этом процессе играют и горно-долинные ветры.
Различают два типа инверсии:
- приземные инверсии температуры, начинающиеся непосредственно от земной поверхности (толщина слоя инверсии — десятки метров)
- инверсии температуры в свободной атмосфере (толщина слоя инверсии достигает сотни метров)

Инверсия температуры препятствует вертикальным перемещениям воздуха и способствует образованию дымки, тумана, смога, облаков, миражей. Инверсия сильно зависит от местных особенностей рельефа. Увеличение температуры в инверсионном слое колеблется от десятых долей градуса до 15—20 °C и более. Наибольшей мощностью обладают приземные инверсии температуры в Восточной Сибири и в Антарктиде в зимний период.

## Нормальные атмосферные условия
Как правило, в нижних слоях атмосферы (в тропосфере) воздух около поверхности Земли теплее, чем воздух, расположенный выше, поскольку атмосфера в основном нагревается от земной поверхности. С изменением высоты температура воздуха понижается, средняя скорость уменьшения температуры с высотой в тропосфере составляет 6,5 °C на 1 км (см. Стандартная атмосфера).

## Причины и механизмы возникновения инверсии
При определённых условиях нормальный вертикальный градиент температуры изменяется таким образом, что более холодный воздух оказывается у поверхности Земли. Это может произойти, например, при движении тёплой, менее плотной воздушной массы над холодным, более плотным слоем. Этот тип инверсии возникает в близости тёплых фронтов, а также в областях океанического апвеллинга, например у берегов Камчатки. При достаточной влажности более холодного слоя, типично образование тумана под инверсионной «крышкой».
Ясной, тихой ночью при антициклоне холодный воздух может спускаться по склонам и собираться в долинах, где в результате температура воздуха будет ниже, чем на 100 или 200 м выше. Над холодным слоем там будет более тёплый воздух, который, вероятно, образует облако или лёгкий туман. Температурная инверсия наглядно демонстрируется на примере дыма от костра. Дым будет подниматься вертикально, а затем, когда достигнет «слоя инверсии», изогнётся горизонтально. Если эта ситуация создаётся в больших масштабах, пыль и грязь (смог), поднимающиеся в атмосферу, остаются там и, накапливаясь, приводят к серьёзному загрязнению.

### Инверсия опускания
Инверсия температуры может возникнуть в свободной атмосфере при опускании широкого слоя воздуха, и нагреве его вследствие адиабатического сжатия, что обычно связывается с субтропическими областями высокого давления. Турбулентность может постепенно поднять инверсионный слой на большую высоту и «проколоть» его, в результате чего образуются грозы и даже (при определённых обстоятельствах) тропические циклоны.

## Последствия температурной инверсии

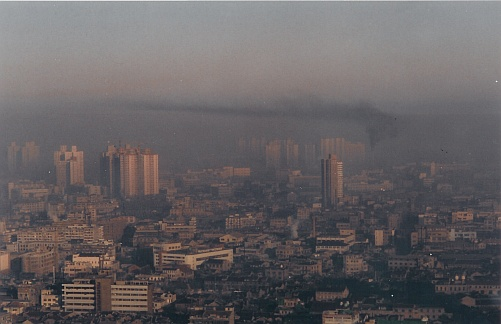
Зимний дым в городе Шанхай, чётко видна граница вертикального распространения воздуха

При прекращении нормального процесса конвекции происходит загрязнение нижнего слоя атмосферы. Это вызывает проблемы в городах с большими объёмами выбросов. Инверсионные эффекты часто возникают в таких больших городах, как Алматы (Казахстан), Афины (Греция), Лос-Анджелес (США), Мехико (Мексика), Мумбаи (Индия), Сан-Паулу (Бразилия), Сантьяго (Чили), София (Болгария) и Тегеран (Иран). Небольшие города, такие как Осло (Норвегия) и Солт-Лейк-Сити (США), расположенные в долинах холмов и гор, также испытывают влияние запирающего инверсионного слоя. При сильной инверсии загрязнения воздуха могут стать причиной респираторных заболеваний. Великий смог в 1952 году в Лондоне является одним из самых серьёзных подобных событий — из-за него умерло более 10 тысяч людей.
Температурная инверсия представляет опасность для взлетающих самолётов, так как при входе воздушного судна в вышележащие слои более теплого воздуха снижается тяга двигателей.
Зимой инверсия может привести к опасным явлениям природы, таким как сильные морозы в антициклоне, ледяному дождю при выходе атлантических и южных циклонов (особенно при прохождении их тёплых фронтов).